# ウクライナ・ソビエト社会主義共和国

ウクライナ・ソビエト社会主義共和国
Українська Радянська Соціалістична Республіка (ウクライナ語)
Украинская Советская Социалистическая Республика (ロシア語)

国の標語: 
Пролетарі всіх країн, єднайтеся!（ウクライナ語）
万国の労働者よ、団結せよ！国歌: 
Державний гімн Української Радянської Соціалістичної Республіки（ウクライナ語）
ウクライナ・ソビエト社会主義共和国国歌
（歌詞付き）

（演奏のみ）

（スターリン時代版）

Ще не вмерла Україна（ウクライナ語）
ウクライナは滅びず（非公式）

ウクライナ・ソビエト社会主義共和国の領土（1954年以降）

| 先代 | 次代                                                                                   |
| --- | -------------------------------------------------------------------------------------- |
| ウクライナ人民共和国 マフノフシチナ ポーランド第二共和国 ルーマニア王国 ウクライーネ国家弁務官区 ポーランド総督府 トランスニストリア県 ハンガリー王国 | ソビエト連邦 トランスニストリア県 ウクライーネ国家弁務官区 ポーランド総督府 ウクライナ |
注1: 国家指導者の肩書は、1920年まではウクライナ共産党中央委員会書記、1920年から1921年までは中央委員会第一書記、1921年は中央委員会執行書記、1921年から1925年までは第一書記、1925年から1934年までは中央委員会書記長、それ以降は中央委員会第一書記。
注2: 中央執行委員会議長、最高会議議長。
注3: 首相の肩書は、1946年までは人民委員会議議長（1919年から1920年の一時期は全ウクライナ革命委員会委員長）、それ以降は閣僚会議議長。

ウクライナ・ソビエト社会主義共和国（ウクライナ・ソビエトしゃかいしゅぎきょうわこく）、略称ウクライナ共和国（ウクライナきょうわこく）は、かつてウクライナに存在したソビエト連邦の構成共和国である。1917年12月25日に成立したウクライナ人民共和国がその祖となっており、その後、いくつかの構成共和国を併合し、以後1991年8月24日まで存続した。国連の原加盟国である。

## 国名
ウクライナ語で «Українська Радянська Соціалістична Республіка»、ロシア語で«Украинская Советская Социалистическая Республика»。
名称の «Радянська» は「ソビエトの」と訳されるが、「ラーダの」と同義語である。通常、歴史・政治分野などに関する日本語文献では、ウクライナ中央ラーダやヴェルホーヴナ・ラーダのようなウクライナ独立派の組織はウクライナ語の「ラーダ」、ボリシェヴィキ側のものは原語は同じでもロシア語の「ソビエト」と訳し分けることが多いため、「ウクライナ・ラーダ社会主義共和国」とは通常訳されない。
なお、1919年から1937年までの間はウクライナ社会主義ソビエト共和国 （Українська Соціалістична Радянська Республіка, Украинская Социалистическая Советская Республика）と称していた。

## 歴史

### 革命
1917年3月にロシアのペトログラードで二月革命が起こると、ウクライナでは帝政時代より広範囲の自治と自由を求めて各派が集まり、中央政治機関となるウクライナ中央ラーダが構成された。中央ラーダは新たな「ロシア共和国」のもとで、同国の協力を求め、ペトログラードの臨時政府と交渉に当たった。その結果、夏には中央ラーダの要求は臨時政府によって認められ、ウクライナは「ロシア」のもとでの自治権を獲得した。しかし、その後ボリシェヴィキが臨時政府を武力で倒してロシアの権力を掌握する十月革命を経て、中央ラーダがウクライナ人民共和国の成立を宣言すると、ボリシェヴィキ（ロシア・ソビエト）はこれを認めず赤軍を派遣した。これ以降、ウクライナの併合を図るロシア・ソビエト政府と自治を守ろうとする中央ラーダとの間に激しい戦争が開始されることとなった。
ボリシェヴィキは、中央ラーダを傀儡化するため議会をボリシェヴィキ派で乗っ取ることを企図し党員を送り込んだが、当時ウクライナでは急進的で暴力的な都市政党であるボリシェヴィキは人気がなく、その議席は1割に満たなかった。ボリシェヴィキの支持層は都市の労働者が中心であり、またボリシェヴィキはロシアからの外来者という形でウクライナに現れたということも、多くが農民であったウクライナ人の支持を失う要因となった。当時、ウクライナの都市と農村の隔たりはほとんど外国であるといってよいほど大きなものであった。また、ボリシェヴィキが農民を「農民問題」として敵視・蔑視していたことや、ロシア人が伝統的にウクライナ人を軽んじてきたこともウクライナ人をしてロシアからの外来者ボリシェヴィキを嫌わせる原因となった。
中央ラーダの乗っ取りに失敗したボリシェヴィキは、これに対抗して新たにウクライナ人民共和国と同名になる、ウクライナ人民共和国(ソビエト派)を創設した。この国家は、ウクライナにおけるボリシェヴィキ派の受け皿となる組織として建設された。その目的は、民族主義的・民主主義的（ボリシェヴィキの指摘によれば「ブルジョワ的」）な国家であるウクライナ人民共和国を打倒し、ウクライナをボリシェヴィキの勢力下に置くことであった。共和国の首都は東ウクライナの都市ハルキウに置かれ、国民の多くは同地方都市部に居住するロシア人やユダヤ人であった。その後、ボリシェヴィキ勢力は徐々に農村部にも浸透していき、また煽動工作による中央ラーダ派の切り崩しも順調に進んでいった
建国当初は、ウクライナ人民共和国(ソビエト派)は必ずしもロシアの傀儡国家というわけではなく独自の行動をとっていたが、徐々にロシアの強い影響下に置かれるようになっていった。

### 内戦
ウクライナ人民共和国(ソビエト派)の建国と同時に、ボリシェヴィキ政府はウラジーミル・レーニンとレフ・トロツキーの連名でウクライナ人民共和国政府に対し最後通牒を突きつけた。中央ラーダは赤軍のウクライナ領内の通行の自由などのボリシェヴィキ側の要求を拒否した。ロシアの赤軍は、中央ラーダ軍との全面的な戦闘に突入した。
ボリシェヴィキと中央ラーダの決定的な対立により、本来はドン戦線へ派遣される予定であったヴラジーミル・アントーノフ＝オフセーエンコ将軍の革命遠征軍が急遽ウクライナ方面へ振り向けられることとなった。1917年12月上旬、革命遠征軍はアントーノフ＝オフセーエンコの指揮のもとウクライナへ侵入した。年の明けた1918年1月初めには、ミハイール・ムラヴィヨーフの総指揮のもと赤軍はウクライナ人民共和国の首都キエフに向かって進攻を開始した。一方、中央ラーダは1月9日に「第4次ウニヴェルサール」を発令し、ウクライナ人民共和国がロシアから分離し、完全な独立国となることを宣言した。
開戦したものの、革命で優秀な軍人が四散してしまったため、軍隊は双方とも即席のものであった。そのため、双方ともあまり優秀な軍隊であるとは言えず戦闘は一進一退であったが、宣伝活動や煽動工作はボリシェヴィキの方が上回っており、中央ラーダ軍は各地で崩壊を来すようになった。その結果、ロシア・ウクライナ赤軍は中央ラーダ軍を各地で破り、1月14日にキエフ近郊で行われたクルーティの戦いで赤軍の勝利が決定的となった。これに平行し、キエフ市内でもボリシェヴィキに煽動された勢力が武器庫を根拠地に武装蜂起を敢行した。1月23日にキエフのドニエプル左岸（新市街）に到達した赤軍は、よく1月24日キエフ中心市街に突入し、2日に亙る市街戦の末中央ラーダ軍を粉砕した。こうして、一時赤軍はキエフを占領するにまで到った。
赤軍はロシアからの遠征軍であり、構成員はほとんどがロシア人であった。彼らは横暴な「占領軍」として振る舞い、ウクライナ人の目には帝政時代同様の植民地の領主として映った。ソビエト化が自ら求めたのではなく占領者によって外部から持ち込まれたものであったということは、ウクライナがロシア帝国に組み込まれていった過程を想起させるものであり、ウクライナ人にとっては、ウクライナのソビエト化はウクライナの再植民地化にほかならないというべきものとなった。
ムラヴィヨーフの率いる赤軍は、キエフ占領の2週間に街頭や住居でウクライナ人を無差別に逮捕、処刑した。少なくとも、2000人のウクライナ人が殺害されたとされる。こうした暴虐の結果、ウクライナ人の間の反ボリシェヴィキ感情は決定的なものとなった。一時はキエフを占領した赤軍であったが、その後すぐにドイツ帝国軍と連合した中央ラーダ軍の巻き返しに遭い、キエフの町を破壊しつくしたあと市街から撤退し近隣の森林地帯に身を潜めた。
1918年2月9日には、ウクライナ人民共和国と中央同盟国との間にブレスト＝リトフスク条約が結ばれ、独・墺軍と合同したウクライナ人民共和国軍は破竹の勢いでその領土を回復、ボリシェヴィキはウクライナ領内から駆逐されていった。
3月にはロシア共和国の首都はモスクワへ移転した。3月19日には、ウクライナ領内にあったすべてのソビエト共和国をロシア・ソビエト連邦社会主義共和国下のウクライナ・ソビエト共和国に結集することが決定された。これに伴い、それまでのウクライナ人民共和国(ソビエト派)、ドネツク＝クリヴォーイ・ローク・ソビエト共和国、オデッサ・ソビエト共和国、タヴリダ・ソビエト社会主義共和国がウクライナ・ソビエト共和国の下に統合された。しかし、これらの領土は5月までにはすべてウクライナ人民共和国軍によって奪取され、ウクライナ・ソビエト共和国政府はロシア領内へ逃れた。
一方、キエフの中央ラーダは4月29日にヘーチマンの政変によって解散させられ、かわって君主制国家ウクライナ国が建てられた。しかし、軍事的後ろ盾であったドイツ軍が11月11日に連合国へ降伏すると、ウクライナ国は風前の灯となった。中央ラーダの残党によって組織されたディレクトーリヤ軍は、ドイツ軍と協定を結んだ上でキエフを再占領し、ウクライナ国は首班のパウロー・スコロパードシクィイが亡命して消滅した。

### 国家の建設
復興したウクライナ人民共和国に対抗するため、ボリシェヴィキはそれまでの政策を改め、ウクライナ人懐柔策をアピールするため国家体制を改めることとした。まず、1919年1月6日には「ウクライナ労農臨時政府」 (Тимчасовим робітничо-селянським урядом України) を立ち上げ、国号を「ウクライナ社会主義ソビエト共和国」に改めた。3月10日には、ウクライナ社会主義ソビエト共和国の独立が宣言され、これに伴い同国はロシア共和国との軍事同盟を結んだ。
8月には、ボリシェヴィキはアントーン・デニーキン将軍の南ロシア軍やシモン・ペトリューラのディレクトーリヤ軍に破れ、ウクライナのほとんどを失った。ボリシェヴィキはウクライナ人勢力の取り込みを図るためさまざまな懐柔政策を練った。その結果、ウクライナ社会主義ソビエト共和国ではウクライナ語が公に広く使用されることが求められ、ウクライナ人が国家の高い地位につけられるようになった。また、ウクライナ人農民からの抵抗が強かった土地の集団化も一時見送られた。

### ボロチビスト派
内戦期に積極的にロシア・ソビエトに協力して戦ったウクライナ人勢力に、ボロチビストがあった。
ボロチビストはウクライナ社会革命党（ウクライナ・エスエル）の左派として結成されたもので、19世紀末以降ウクライナで多数結成されていたウクライナ人諸党派の中ではとりわけロシアのボリシェヴィキに近く、ウクライナにおいてもロシアにおけるのと同様のソビエト革命を遂行しようと考えていた。また、彼らはロシアのボリシェヴィキがウクライナへ進攻することには強く反対しており、ウクライナのソビエト革命はウクライナの共産主義者によってなされなければならないとしていた。ボロチビストはウクライナが独立した社会主義共和国となり、独立したウクライナ赤軍を形成することを目指す民族共産主義者であった。ボロチビストは、1919年夏に他のウクライナ人左派とともにボロチビスト派のウクライナ共産党を結成した。これはロシアのボリシェヴィキやその流れを汲むボリシェヴィキ派のウクライナ共産党とは異なる、真にウクライナの共産主義勢力を代表するものであるとしていた。ボロチビスト派はウクライナの代表として独自にコミンテルンに参加することをコミンテルンへ要請したが、1920年2月に拒否回答が突きつけられた。彼らは他のウクライナ諸派のように反ボリシェヴィキ戦争に加わることを嫌い、コミンテルンの指示に従い党を解散してボリシェヴィキに合流することを決定した。
なお、のちの大粛清時代に真っ先にその犠牲となったのはかつてのボロチビストであった。

### 赤軍の勝利

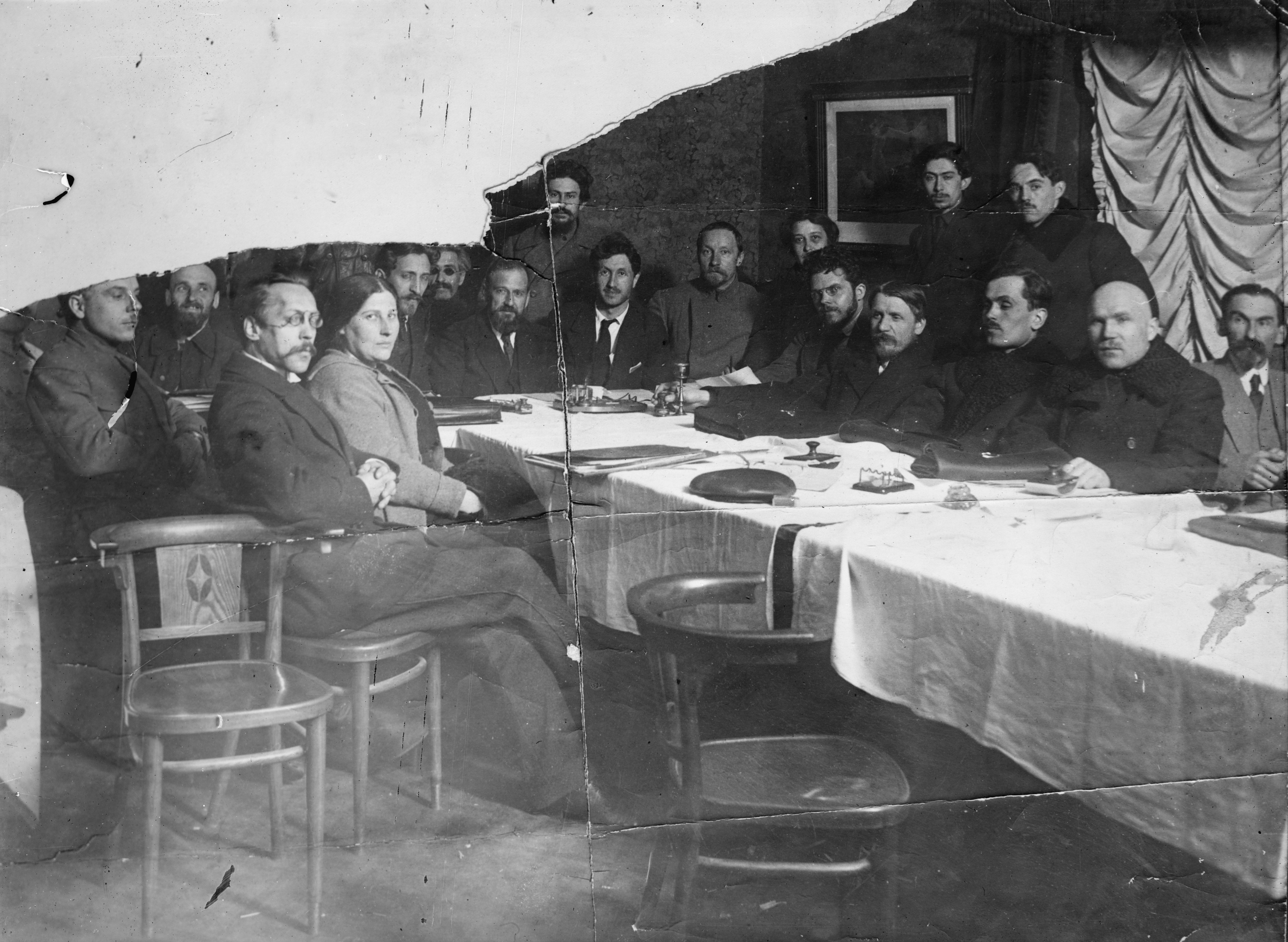
ウクライナのボルシェビキのコミッサール（1919年）

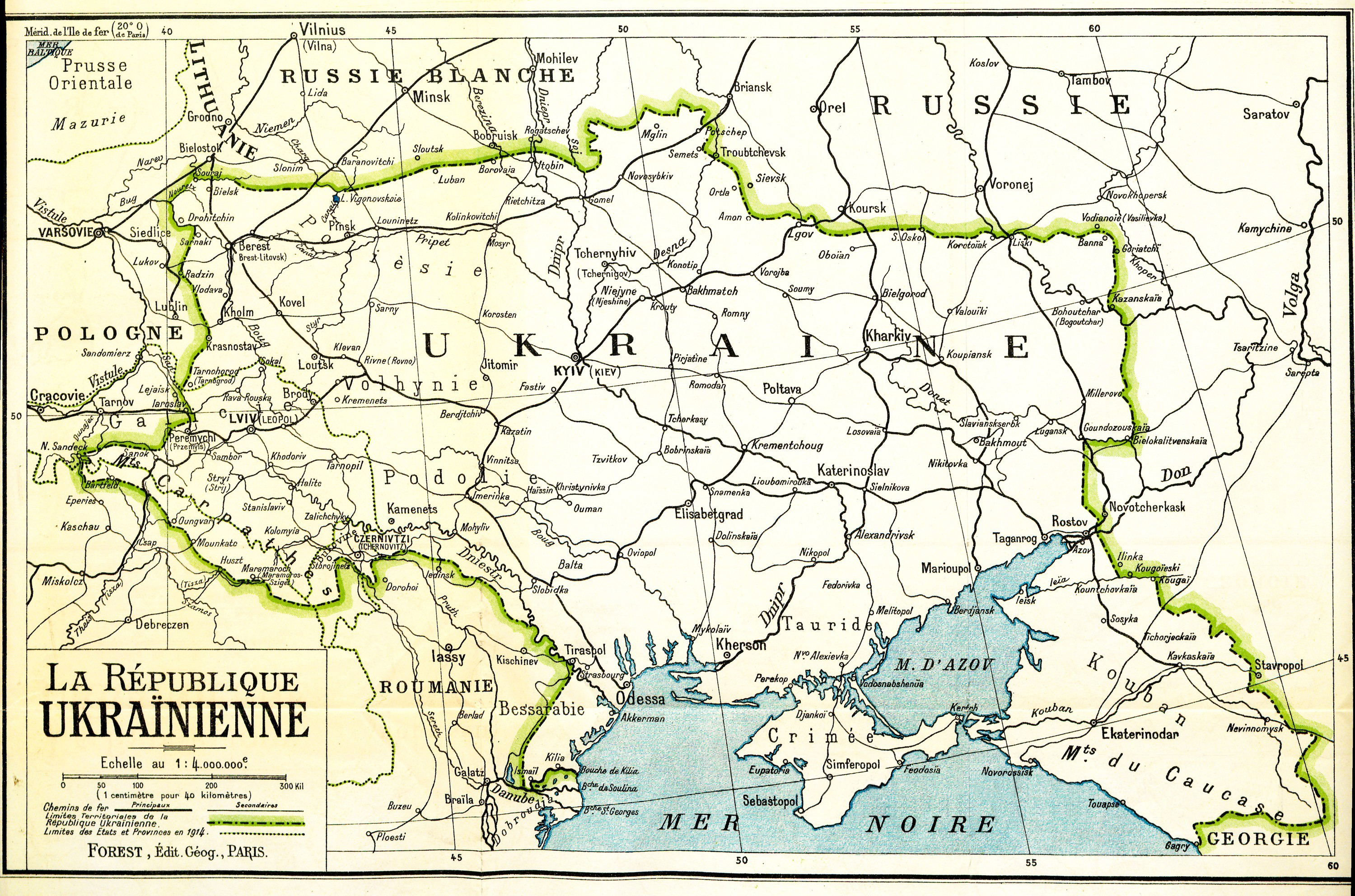
ウクライナ人民共和国（1917年-1920年）が領有権を主張した領土。

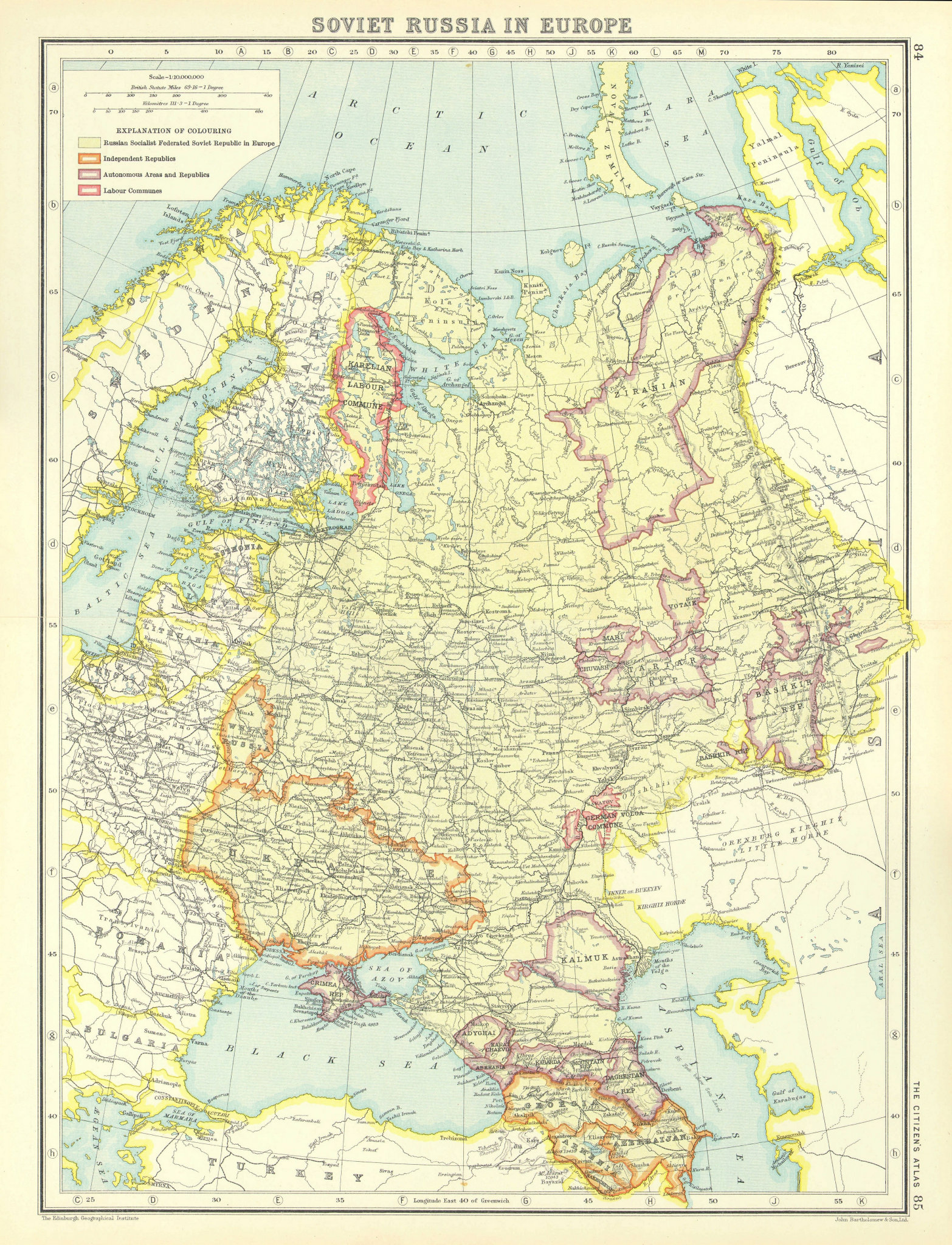
ヨーロッパにおけるソビエト・ロシア

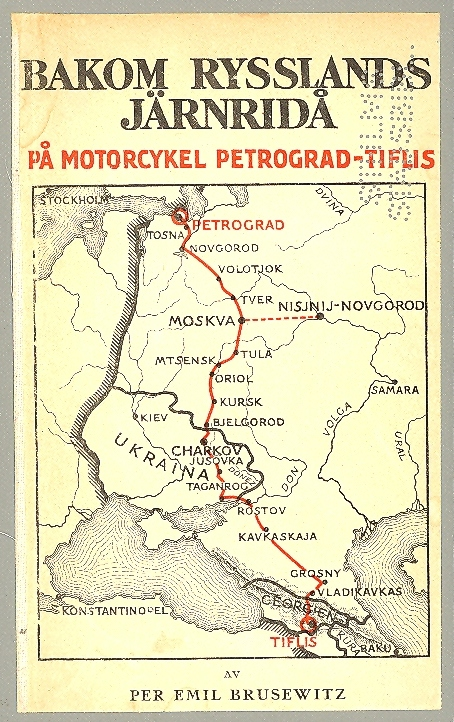
1923年にストックホルムで印刷された書籍「ロシアの鉄のカーテンの背後」の表紙

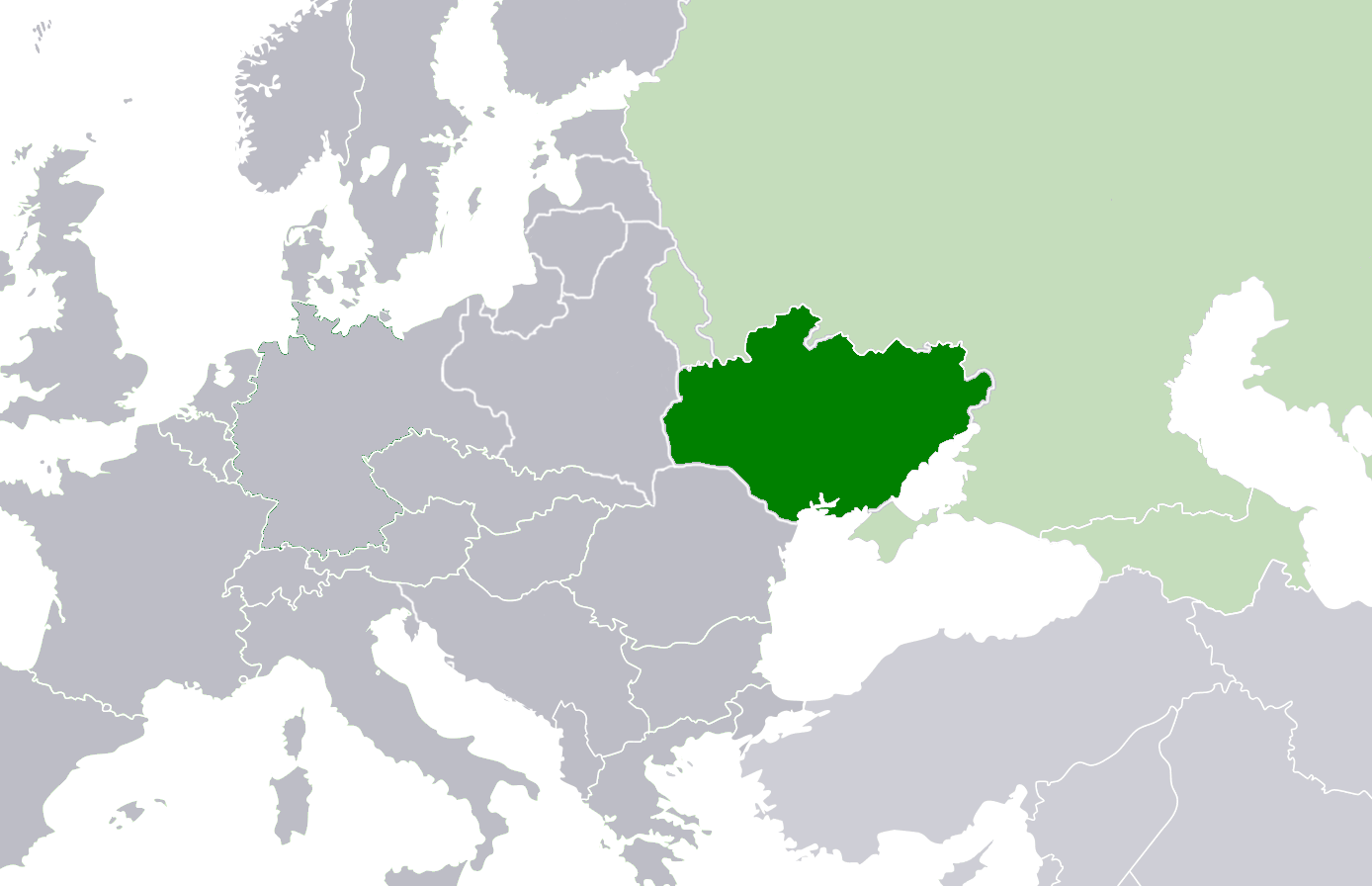
1922年におけるウクライナの領土
※クリミア半島はクリミア自治ソビエト社会主義共和国として、ロシアSFSRの領域とされた。

1919年6月には、クリミア・ソビエト社会主義共和国が、9月にはオデッサを首都とするベッサラビア・ソビエト社会主義共和国がロシア・ソビエト連邦社会主義共和国に統合された。また、1920年9月にはリヴォフを首都とするガリツィア・ソビエト社会主義共和国も統合された。これらの領土は、すぐにウクライナ・ソビエト社会主義共和国へ譲渡された。
1919年秋には150万であった赤軍勢力は、翌1920年には350万近くに膨れ上がっていた。赤軍はポーランド軍には苦杯を舐めたものの、ペトリューラ軍、南ロシア軍を次々と破り、さらには各派のパルチザンも制圧した。最終的に、赤軍へ協力してきた無政府主義者のネストル・マフノの支持者も殲滅し、1921年には赤軍の勝利は確定したものとなった。
1920年のリガ条約でポーランドとの講和が成立した。ポーランドはペトリューラのウクライナ人民共和国と同国政府をウクライナを代表する唯一の政府と認め、単独講和は結ばないという協定を結んでいたが、これを破りロシア・ウクライナ両ソビエト政府と講和条約の締結に到った。ポーランド軍はキエフ攻勢ののちキエフを失っていたものの全体的には赤軍に対して優位に立っており、ポーランドはその軍事的優位を利用して東ハルィチナーなど多くの領土を得た。また、西ウクライナを中心に一部のウクライナ領土がチェコスロヴァキア領やルーマニア領となった。残る中部ウクライナ（ドニエプル・ウクライナ）、東ウクライナ（旧ヘーチマン国家領やスロボダ・ウクライナ）、南ウクライナ（旧新ロシア）などがウクライナ社会主義ソビエト共和国領となった。
一方、1921年10月18日には、クリミア自治ソビエト社会主義共和国のロシア帰属が決定された。1922年には、ロシア・ソビエト連邦社会主義共和国や白ロシア社会主義ソビエト共和国、ザカフカース社会主義連邦ソビエト共和国とともにソビエト連邦を結成した。

### ウクライナ化政策
1920年代、ウクライナでは内戦期に生じたウクライナ人のソビエトに対する悪感情を抑えるため、「ウクライナ化」と呼ばれる懐柔政策が採られた。1923年にはソ連全体で「土着化」政策が採用されたが、その最重要標的のひとつがウクライナであった。ウクライナ化政策は、1923年から1933年まで党の公式路線とされた。
これまでのウクライナ共産党はロシア人やユダヤ人が幹部を務めていたが、ウクライナ文化に無関心な彼らに代わり、ウクライナ人が幹部へ登用されるようになった。しかし、これはポーズであり、ウクライナ人は概して低いポストに甘んじていた。一方、帝政時代からたびたび弾圧されてきたウクライナ語の使用も、この時期には奨励されるようになった。政府職員にはウクライナ語が必修となった。また、公刊物はウクライナ語によることとされた。公務も、ウクライナ語で行われるようになった。教育にも力が入れられ、この時代、識字率の上昇は著しかった。また、教育もウクライナ語で行われた。
ウクライナ文化やウクライナ文学が隆盛を極めたこの時期は、ウクライナの「文化ルネサンス」と呼ばれている。中央ラーダの大統領であったムィハーイロ・フルシェーウシクィイら多くの亡命ウクライナ人学者や文化人が帰国し、各々の研究に打ち込んだ。
ウクライナ語の研究では、レーシャ・ウクラインカらの主張に基づき、ウクライナ語を豊かにするとしてウクライナ語標準語にガリツィアの語彙が取り入れられた。ウクライナ語標準語は、もともとドニプロペトロウシクなど中部ウクライナの方言をもとに定められていた。ハリチナーの要素をウクライナ語から排除しないとの方針は、ウクライナ語の中に西欧的な要素をより多く取り入れることとなった。この時期の研究の結果、初めての公式なウクライナ語正書法となる「1927年正書法」が完成された。
ウクライナ正教も奨励された。1920年に設立されたウクライナ独立正教会では、典礼に際し教会スラヴ語にかわってウクライナ語が使用された。また、1921年にはキエフおよび全ウクライナ府主教も任命された。

### 農業集団化

ウクライナ大飢饉（ホロドモール）により餓死した市民の遺体

しかしながら、1927年にヨシフ・スターリンが実権を握ると、この状況は一転することとなった。スターリンは農民を革命の克服すべき対象として捉えており、農民国家でかつ民族主義の強いウクライナに対して大いなる疑念を抱いていた。加えて、スターリンの採った「一国社会主義」の立場から、強引な近代化と工業化が進められた。特に「五カ年計画」で推し進められた農業の集団化は、ウクライナに深刻な事態をもたらすこととなった。
1928年から1932年にかけて行われた第一次五カ年計画では、ウクライナは重点地域となっていた。ウクライナでは急速な工業化が行われ、ドンバスなど東ウクライナから中部ウクライナにかけてその発展は目覚しかった。工業化の結果、それまで主として農村に生活していたウクライナ人の都市部への移住が発生した。都市におけるウクライナ人人口は、1926年に6パーセントであったものが1939年には30パーセントとなっていた。
計画のもうひとつの軸となったのが、農業集団化であった。安い食料を労働者の居住する都市へ供給するため、また輸出へ食糧を回すため、国家による統制を行い易い自営農家を国営農場（ソフホーズ）や集団農場（コルホーズ）に集団化し、農民を土地から切り離すという政策が採られたのである。農民にとって土地から切り離されるということは、自らのアイデンティティを喪失することにほかならなかった。ウクライナの農民はこの集団化にできうる限りの手段で対抗したが、その結果多くの者がシベリア送りになったり高率な税によって苦しめられたり、また土地を所有する自作農であるクラークは、農民階級のブルジョワで人民の敵であるとして土地を没収され、収容所送りになったり処刑されたりした。また、この時期に抵抗する農民が所有する家畜を屠殺するなどしたため、その半数が失われた。
ウクライナでは、こうした急激な集団化のため1932年から1933年にかけて大飢饉（ホロドモール）が発生した。耕作態勢の混乱で不作に陥ったところに、モスクワ政府は政府調達ノルマとして収穫物の大半を収奪していったのである。政府による食糧の収集は強引なもので、ウクライナではこの時期に一説に500万人が餓死し、農村では村が丸ごと全滅したケースもあった。ホロドモールにより、直接的な人的被害は推定260万人から1,000万人に上る。のちにこの飢饉は強引な集団化や穀物調達によって人為的に起こされたものであると評価されており、スターリンによるウクライナ民族主義への弾圧の一環であるとも言われている。しかし、1932年から1933年にかけてのウクライナの飢饉に関する国際調査委員会は、飢饉がウクライナ人を飢餓に陥れることを事前に計画されたものの一部であったという証拠を発見できず、1990年に、飢饉は強制的な穀物徴発、強制的な集団化、ロシア化といったソ連の政策を含む複合的な要因によって引き起こされたと結論づけた。

### 反ウクライナ化政策
スターリンの権力掌握は、1920年代に行われたウクライナ化政策も劇的に変更させることとなった。1933年の大飢饉を受けて、共産党はウクライナ化には「行き過ぎ」があったとして路線の変更を命じ、すなわち「ロシア化」が導入された。こうした中で、1920年代に活躍したインテリや文化人はなべて弾圧を受け、多くの者が再び亡命者となった。フルシェフスキイは、カフカースへ流刑され、1934年に流刑先のキスロヴォツクでこの世を去った。1930年代中盤には、ウクライナの民族楽器を弾くコブザール（コブザ奏者）やバンドゥリースト（バンドゥーラ奏者）が大量に殺害された。
ウクライナをはじめ、ソ連全域で教育・文化は一律化された。それはすなわちロシア化であった。ウクライナでは再びロシア語が必修となり、ウクライナ語出版物も規制されるようになった。また、ウクライナ語の修正も行われ、いくつかの文字が変更・廃止されたり、ロシア語から語彙や文法が取り入れられるなどした。廃止されたのは、1927年正字法で認められていた「Ґ」（ゲー）である。この文字はウクライナ語独自の文字で、ロシア語には存在しないものであったことから廃止となった。その結果、現代に到るまでこの文字はあまり使われることがなく、「ゲー」という発音もウクライナでは「ヘー」と混同されている。語彙の変更は、西欧のようにギリシャ語発音に近い表記をしていたものがロシア語風に変更されたりしたことであった。文法的には、例えばロシア語で廃止されていた呼格は冷遇された。全体的に、1930年代以降ウクライナ語はロシア語的な東部方言に近いものとなっていった。ロシア語と異なる正字法（文字）・語彙・文法は、「サボタージュ 」や「分離主義的」であるとして排除されていった。
ウクライナ共産党員への粛清も凄惨を極めた。ソ連での大粛清に先立ち、1932年頃からウクライナでは粛清が始められた。1933年の飢饉の責任がウクライナ共産党員に押し付けられ、彼らに対する批判が公然と行われるようになった。また、1920年代にウクライナ化政策を推進した中心的な党員が皆自殺したり、あるいは逮捕されその後二度と姿を現さなかった。1933年から1934年までの1年間で、ウクライナ共産党は10万の党員を失ったとされる。1930年代後半になると、ウクライナ政府の閣僚17人全員が逮捕され、処刑された。ボロチビスト出身のパナース・リューブチェンコ首相は自殺した。ウクライナ共産党員の内17万人が粛清された。こうして、ウクライナの自治組織は壊滅した。かわって投入されたのは、スターリンの部下たちであった。

### 大祖国戦争期

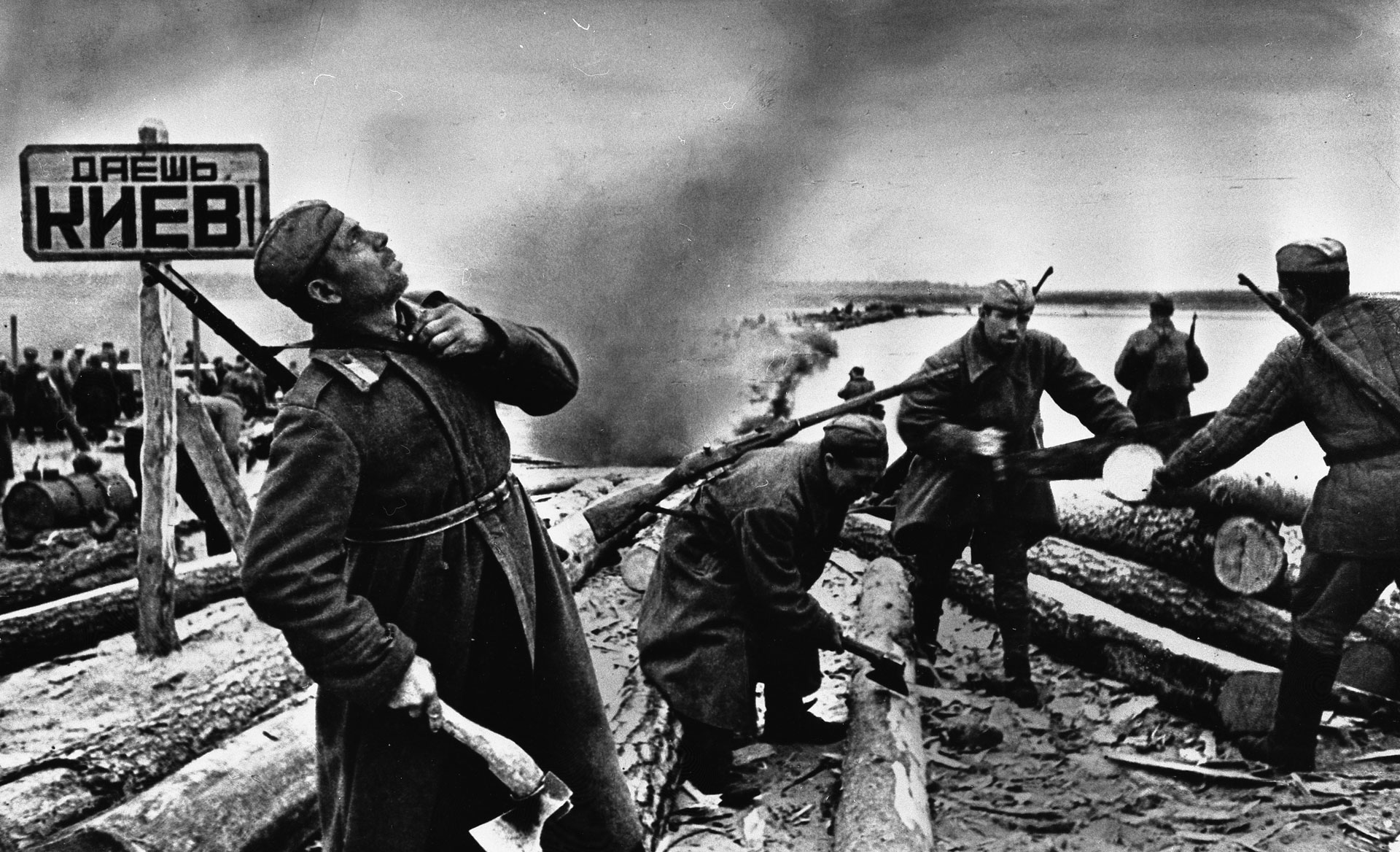
ドニエプル川の戦い（1943年）において、ドニエプル川を渡るための筏を準備するソ連兵。看板には、ロシア語で「キエフを奪還せよ！」と書かれている。

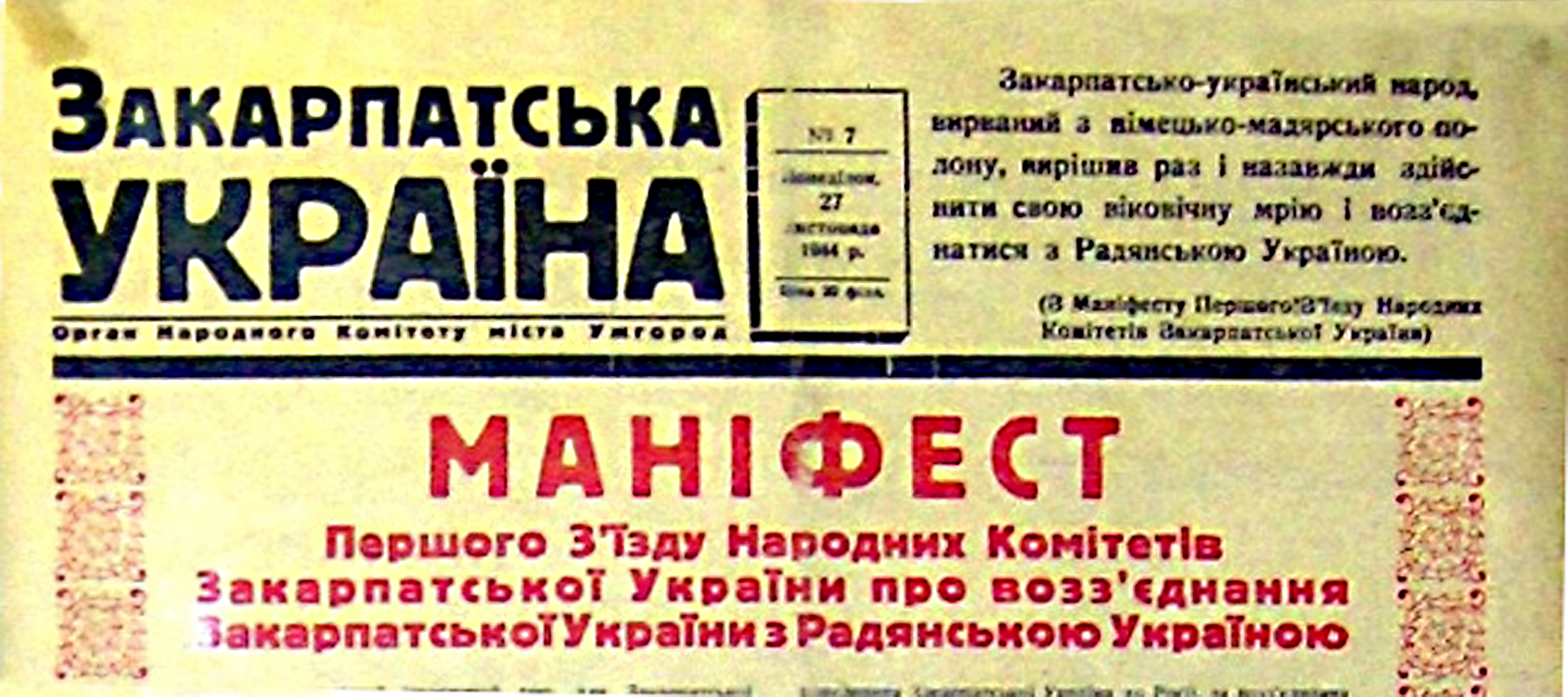
ソビエト・ウクライナ（ウクライナSSRではない）との統一を掲げたザカルパッティア・ウクライナ紙の一面（1944年）

1937年、憲法の承諾のもとで国名の単語の順序が入れ替えられ、国号は正式に「ウクライナ・ソビエト社会主義共和国」となった。翌1938年には、スターリンの側近であるニキータ・フルシチョフがウクライナ共産党第一書記として送られてきた。
共和国の首都は、1918年から1934年まではハルキウに置かれていた。これは、キエフ・ルーシ以来の中心都市キエフがロシア内戦期にウクライナ民族主義の中心となったため、同地を避けての措置であった。1934年、首都はキエフに移された。戦間期において、ウクライナ・ソビエト社会主義共和国では東ウクライナ、特にドンバスを中心に重工業が発展した。また、ヨーロッパの中ではもっとも土地の豊かなウクライナはソ連の食糧生産の中心地ともなった。
1939年のナチス・ドイツのポーランド侵攻によりポーランドへ侵攻した赤軍は、リヴィウの戦いに勝利するなどしてリガ条約で失ったウクライナの領土の内ポーランド領となっていた部分をすべて取り返した。これらは、ウクライナ・ソビエト社会主義共和国へ組み込まれた。
大祖国戦争(独ソ戦)の期間には、ウクライナはもっとも激しい戦闘地のひとつとなり、第二次世界大戦中もっとも多くが死亡した地域となった。一部のウクライナ人は反ソ連組織を作りパルチザン活動を行ったが、それに対しソ連政府はウクライナの南方戦線を「ウクライナ戦線」と改名しウクライナ人を前線へ投入した。多くの町がソ連軍やドイツ国防軍によって破壊された。

### 戦後
物的被害は甚大であった。1943年にアドルフ・ヒトラーが発した「殲滅地帯」を築くという命令と、1941年のソ連軍による焦土作戦が相まって、ウクライナは廃墟と化した。これら二つの政策により、28,000以上の村と714の都市および町が破壊された。キエフの中心部の85パーセントが破壊され、ウクライナで2番目に大きな都市であるハルキウの中心部も70パーセントが破壊された。このため、戦後には1,900万人が家を失った。共和国の産業基盤も他の多くのものと同様に壊滅した。ソビエト政府は、1941年7月から11月の間に544の工業施設の疎開には成功したものの、ドイツ軍の急速な進撃により、16,150の企業が破壊または部分的に破壊された。27,910の集団農場、1,300の機械トラクター基地、872の国営農場がドイツ軍により破壊された。

カーゾン線によって、ウクライナ・ソビエト社会主義共和国の領土は拡大され、それまでポーランド領だった西ウクライナが編入された。

戦争はウクライナにも甚大な物理的破壊をもたらしたが、勝利はまた領土の拡張にも繋がった。戦勝国として、ソビエト連邦は新たな威信と土地を得た。ウクライナの国境はカーゾン線まで拡大された。また、かつてルーマニアに属していたイズマイール近郊の地域など、南方にも領土が拡張された。ソビエト連邦とチェコスロバキアとの間では協定が結ばれ、カルパティア・ルテニアがウクライナに編入された。こうしてウクライナの領土は167,000平方キロメートル (64,500 sq mi)拡大し、人口はおよそ1,100万人増加した。
第二次世界大戦後、ウクライナ・ソビエト社会主義共和国の憲法に修正が加えられ、ソビエト連邦の一部であり続けながらも、場合によっては国際法上の独立した主体として行動することが認められた。これにより、ウクライナは白ロシアとともに国際連合の創設メンバーの一つとしてソビエト連邦とは別に独自の議席を持つこととなった。これは、国際連合総会における西側諸国陣営への偏りを是正するため、アメリカ合衆国との間で合意された取り決めの一環であった。国連加盟国としての立場において、ウクライナSSRは1948年から1949年、および1984年から1985年にかけて、国際連合安全保障理事会の非常任理事国を務めた。
戦後、ウクライナは目覚しい復興を果たし、かつての繁栄を取り戻した。天然資源関係以外のほぼすべての産業がウクライナで発展し、ウクライナは再びロシアの繁栄に欠くべからざるものとなっていった。

### フルシチョフとブレジネフの時代（1953–1985）

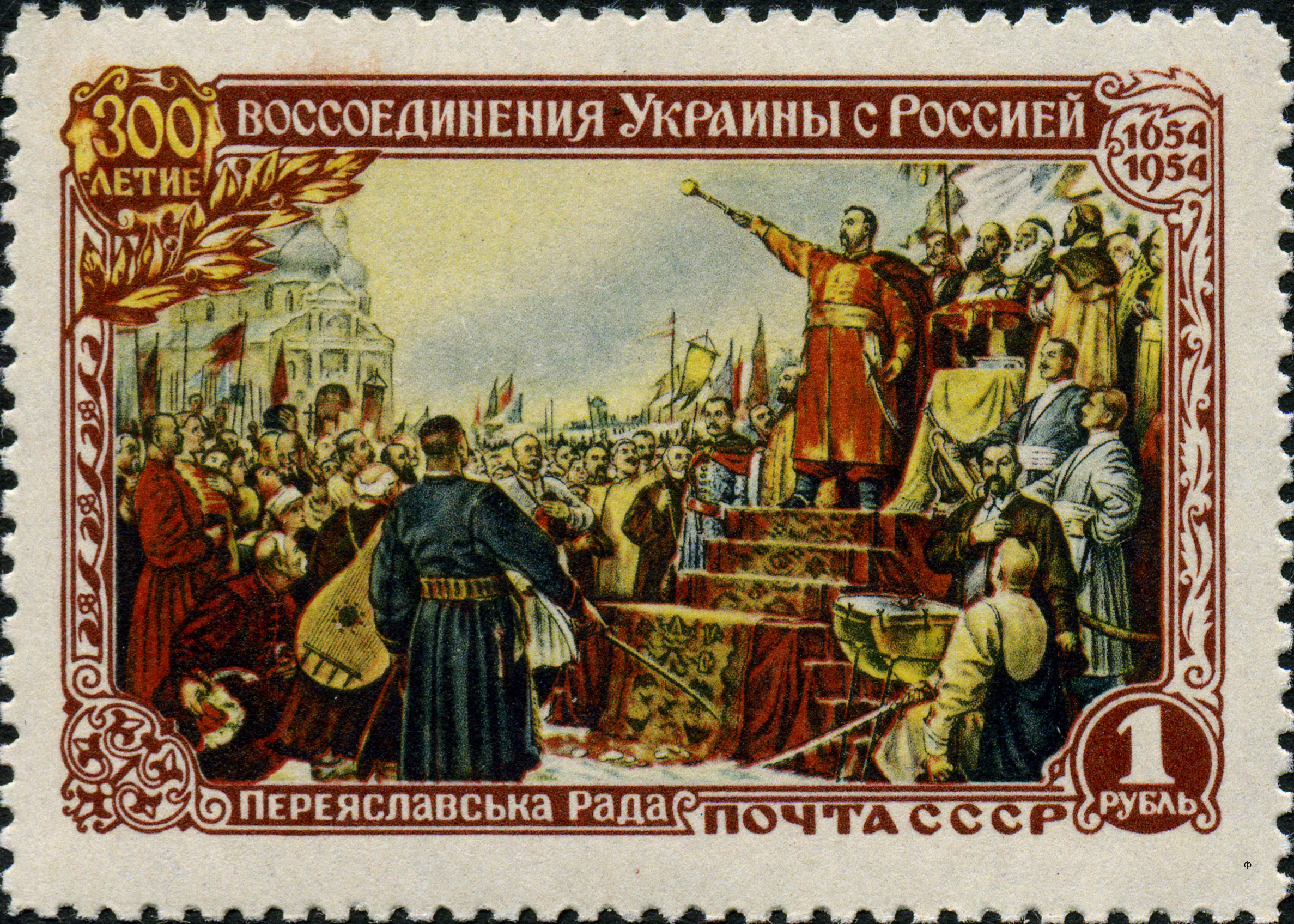
ウクライナとロシアの再統一300周年を記念したソ連の郵便切手 (1954年、ペレイアスラフ協定のソ連名)、（ロシア語:300-летие Воссоединения Украины с Россией）。

1953年3月5日にヨシフ・スターリンが死去すると、ニキータ・フルシチョフ、ゲオルギー・マレンコフ、ヴャチェスラフ・モロトフ、ラヴレンチー・ベリヤによる集団指導体制が確立し、脱スターリン化の時代が始まった。変化は早くも1953年に現れ、当局はスターリンによるロシア化政策への批判を許可した。同年6月、ウクライナ共産党（CPU）中央委員会は公然とロシア化政策を批判した。1953年6月4日には、アレクセイ・キリチェンコがレオニード・メリニコフの後任として共産党第一書記に就任した。これは、1920年代以来初めてウクライナ民族がウクライナ共産党の指導者となった重要な出来事である。脱スターリン化政策は、中央集権化と分権化という2つの側面を持っていた。1954年2月、ウクライナとロシアの再統一300周年（ペレヤスラフ協定）を記念する行事の一環として、ロシア・ソビエト連邦社会主義共和国（ロシア・ソビエト）はクリミア半島をウクライナ・ソビエトに移管した。しかしこれが後の2014年クリミア危機の原因となる。この盛大な記念行事は1954年を通じて行われ、「ウクライナ人」と「ロシア人」の古くからの兄弟愛、ならびにソビエト連邦が「諸民族の家族」であること、さらにはマルクス・レーニン主義の正当性を示す目的があった。1954年6月23日、オデッサに本拠を置く黒海汽船会社所属の民間タンカー「トゥアプセ号」が、バリンタン海峡西方の国際海域（北緯19度35分・東経120度39分）において、中華民国海軍の艦艇によって拿捕された。乗員49名（ウクライナ人、ロシア人、モルドバ人）は、中華民国政府により最大34年間にわたり抑留され、3名が死亡した。
フルシチョフの下で進められた「雪解け」政策（意図的な自由化政策）は、以下の4点によって特徴づけられた。戦時中または戦後直後に国家犯罪で有罪となった者の一部に対する恩赦、スターリン政権下に国家犯罪で有罪となった者のおよそ3分の1に対する恩赦、1958年のウクライナ初の国連代表部設立、そしてウクライナ共産党およびウクライナ・ソビエト社会主義共和国政府におけるウクライナ人の登用の増加である。ウクライナ共産党中央委員会および政治局の構成員の多数がウクライナ民族であっただけでなく、党・政府の最高幹部の4分の3もウクライナ人であった。部分的なウクライナ化政策の実施により、ウクライナ国内では文化的な「雪解け」も進んだ。

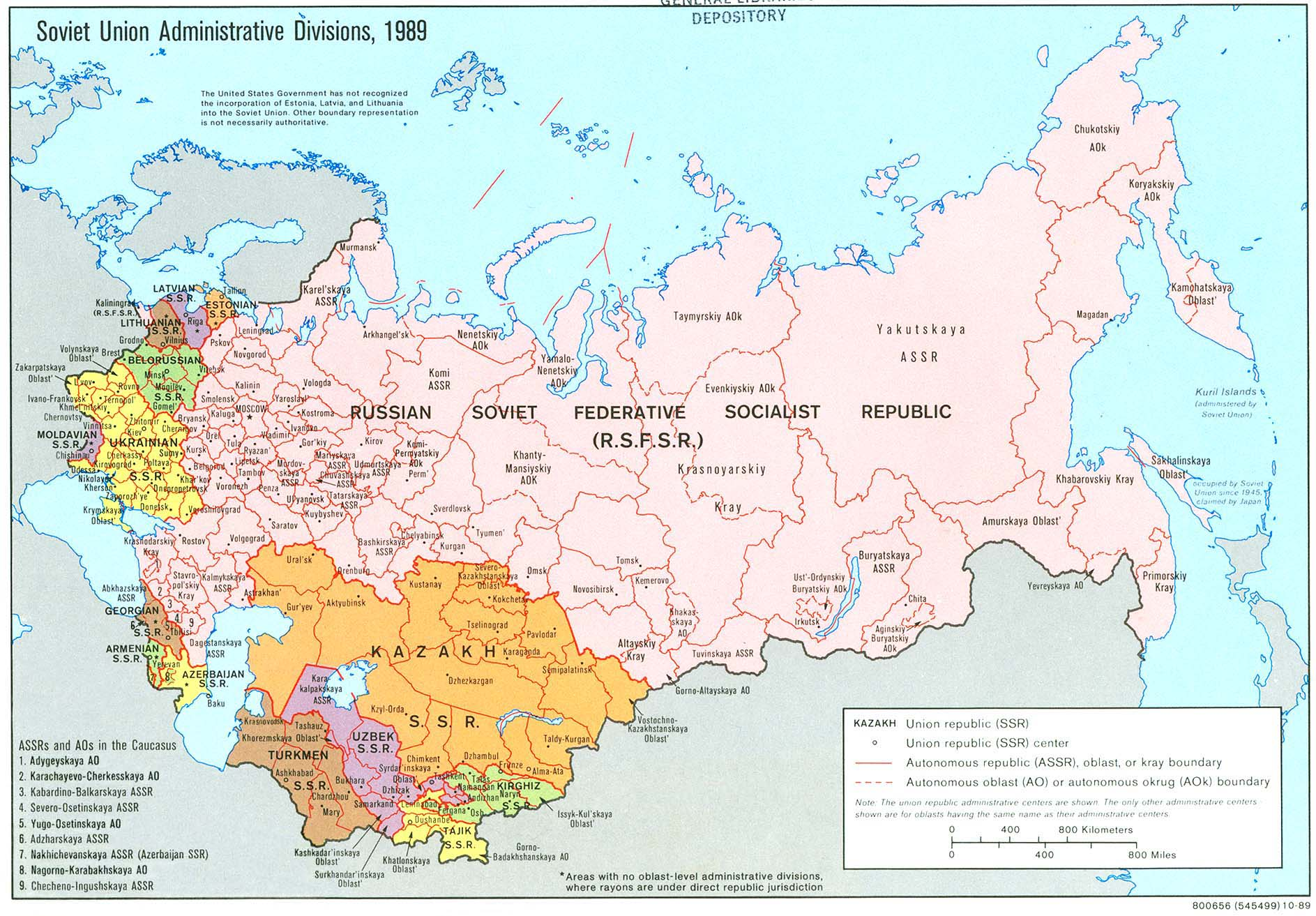
1954年から1991年までのソビエト連邦におけるウクライナ・ソビエト（黄色）の位置

1964年10月、ニキータ・フルシチョフはソ連共産党中央委員会と政治局の合同総会によって解任され、代わってレオニード・ブレジネフ（ウクライナ出身）が第一書記、アレクセイ・コスイギンが閣僚会議議長として、新たな集団指導体制が発足した。ブレジネフの統治時代は、社会的・経済的停滞の時代として知られ、しばしば停滞の時代と呼ばれる。新体制は「開花」「結集」「融合」と呼ばれる政策を導入した。これは、各民族の最良の要素を融合し、新たな一つのソビエト民族として結集させようとする政策であった。この政策は、実質的にはロシア化政策の再導入であった。

### ゴルバチョフの登場とソ連の解体

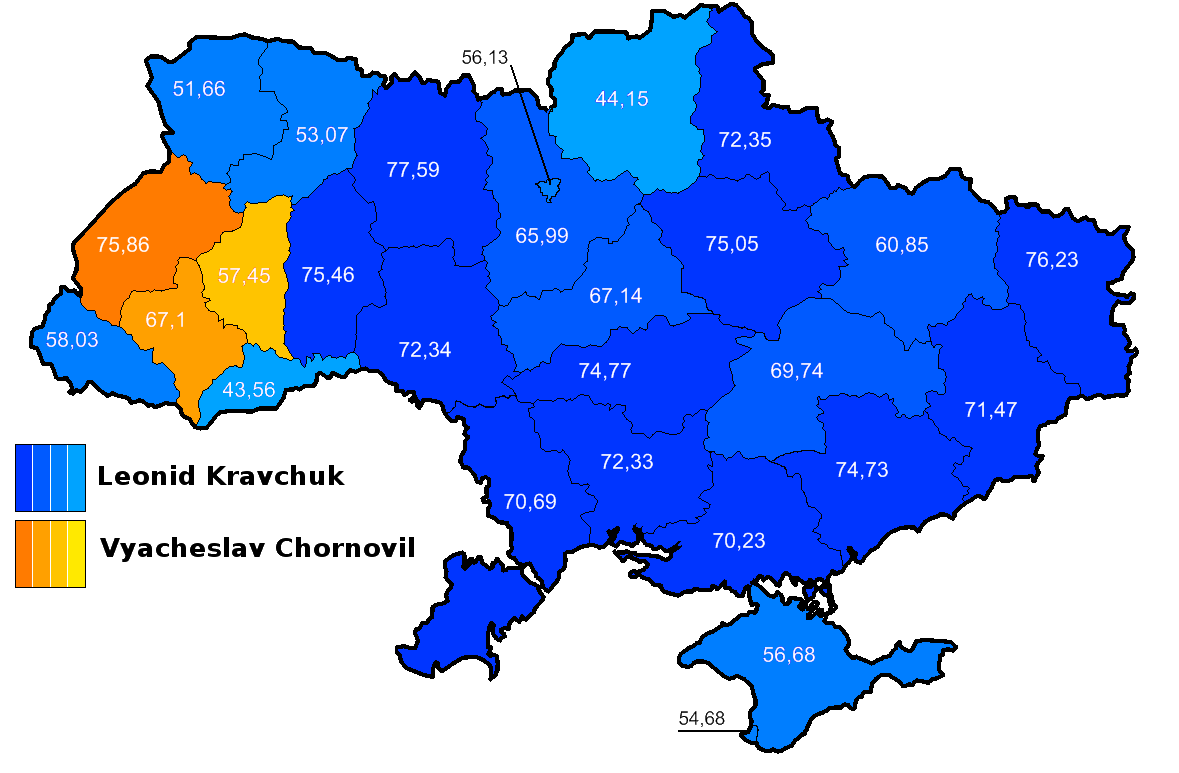
1991年ウクライナ大統領選挙結果。元反体制派のヴャチェスラフ・チョルノビルは23.3%の票を獲得し、当時の大統領代行レオニード・クラフチュクは61.6%の票を獲得した。

ミハイル・ゴルバチョフの「ペレストロイカ」および「グラスノスチ」政策は、レオニード・ブレジネフによって任命されたウクライナ共産党第一書記のウラジーミル・シチェルビツキーが保守的な共産主義者であったことにより、他の構成国と比べてウクライナには早期には浸透しなかった。1986年のチェルノブイリ原発事故、ロシア化政策、そして明らかな社会経済の停滞は、多くのウクライナ人がソビエト政府に反発する要因となった。特に原発事故は、ウクライナ・ソビエト領内外にまで放射線が飛び現在も影響は続いている。ゴルバチョフの「ペレストロイカ」政策は実際には導入されず、1990年の時点で産業および農業の95パーセントは依然としてソ連国家の所有下にあった。改革が唱えられながらも、実際には改革が行われないことにより混乱が生じ、それが次第にソ連国家そのものへの反発へとつながっていった。また、「グラスノスチ」政策によって国家検閲制度が廃止されると、ウクライナ・ディアスポラはウクライナの同胞との再接触を果たし、ロシア正教会の独占を崩すことにより宗教活動が再活性化された。これにより、複数の反体制的なパンフレット、雑誌、新聞が創刊されることになった。
1991年8月19日から21日にかけてモスクワで発生したクーデターの失敗に続き、ロシア・ソビエト連邦社会主義共和国が主権宣言を行うと、ウクライナ最高会議は1991年8月24日に独立を宣言し、ウクライナ・ソビエト社会主義共和国の国名を「ウクライナ」へと改称した。
1991年12月1日にウクライナの独立を問う住民投票が実施された。全国で92.3%の有権者が独立に賛成票を投じた。クリミアでは54%が、東ウクライナでは80%以上が独立を支持するなど、住民投票はすべての州で過半数の支持を得た。また、1991年ウクライナ大統領選挙は、独立を問う選挙と同日に実施され、62%の有権者が、最高会議による独立宣言以降、大統領権限を付与されていたレオニード・クラフチュクに投票した。
1991年12月8日、ウクライナ、ロシア、白ロシア（ベラルーシ）は、ソビエト連邦は事実上消滅し、その代替的枠組みとして独立国家共同体（CIS）を設立することを宣言するベロヴェーシ合意に署名した。12月21日には、エストニア、グルジア、リトアニア、ラトビアを除く旧ソ連構成共和国すべてがアルマ・アタ宣言に署名し、ソビエト連邦は機能的に消滅したことを改めて確認した。ソビエト連邦は1991年12月26日に正式に解体された。これに伴い、ウクライナ共産党は解散し、国号も「ウクライナ共和国」を経て、ウクライナに改められた。

## 政治
ウクライナ・ソビエト社会主義共和国（ウクライナ・ソビエト）の政治体制は、ソビエト連邦共産党の支部にあたるウクライナ共産党による一党独裁体制であった。ウクライナ・ソビエトは、1922年のソビエト連邦加盟から1991年の崩壊まで、ソビエト連邦を構成する15共和国の一つであった。ソ連における政治権力と権限はすべて共産党当局に集中しており、政府機関や組織に実質的な権限はなかった。このような体制では、下位組織は上位組織に従属するなど、権力の大半は共産党の最高幹部によって握られていた。

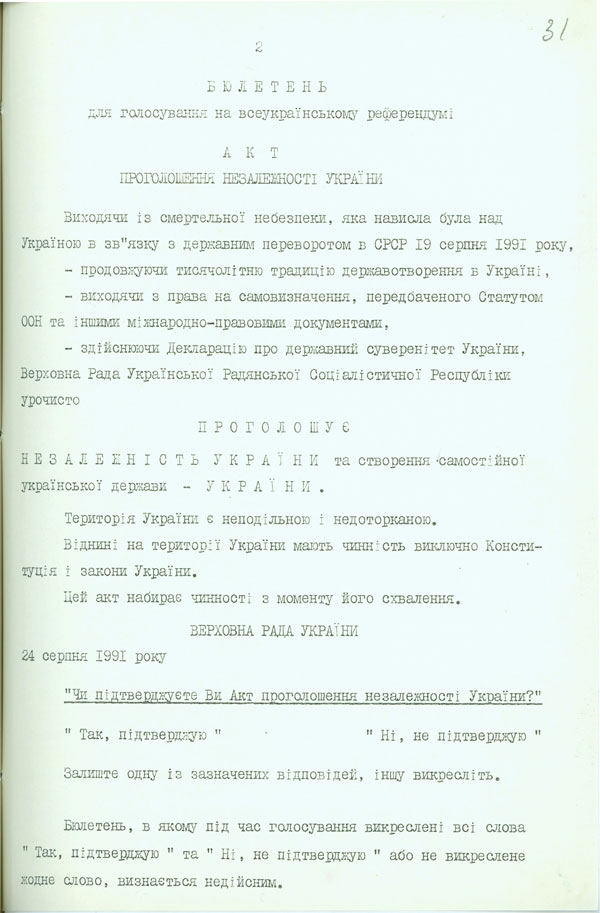
1991年12月1日の国民投票の投票用紙に印刷された独立宣言

当初、立法権は全ウクライナ・ソビエト会議に与えられており、その中央執行委員会は長年グリゴリー・ペトロフスキーが委員長を務めていた。スターリン憲法が公布されるとすぐに、ソビエト会議は最高会議（中央執行委員会はその後幹部会）へと改組され、450名の議員から構成された。最高会議は、法律の制定、憲法の改正、新たな行政・領土境界線の制定、予算の承認、政治経済発展計画の策定などの権限を有していた。さらに、議会は共和国の行政機関である閣僚評議会を選出する権限と、最高裁判所判事を任命する権限も有していた。立法会期は短く、年間で数週間しか開かれなかった。それにも関わらず、最高会議は、幹部会、最高会議議長、3人の副議長、1人の書記、および他の政府関係者を選出し、立法会期の合間に公務を遂行した。幹部会議長は共和国の上層部の中でも強力な地位にあり、名目上は国家元首に相当するとされたが、行政権の大半は共産党の政治局と第一書記に集中していた。
囚人や自由を剥奪された者を除いた18歳以上のすべての国民に完全な普通選挙権が与えられた。選挙は自由とは言えず、象徴的なものであったが、最高会議の選挙は5年ごとに行われた。平均11万人の住民からなる共和国各地の各選挙区から指名された者が共産党によって直接選出されるため、すべての政治権力がその上位の機関に集中していたため、政治的変革の機会はほとんどなかった。
1980年代半ばから後半にかけて、ソ連共産党書記長のミハイル・ゴルバチョフによるペレストロイカ改革が始まると、1989年に選挙改革法が可決され、指名手続きが自由化され、選挙区内で複数の候補者が立候補できるようになった。その結果、ウクライナ・ソビエト社会主義共和国で初めてとなる比較的自由な選挙が1990年3月に実施された。親ウクライナ派と主権派の緩やかな小規模政党の連合体であり、ウクライナ人民運動（ウクライナ語でルフとして知られる）が主導する民主ブロックから111人の議員が議会に選出された。共産党は331人の議員により過半数を維持したが、民主ブロックへの大きな支持は、共産党当に対する国民の不信感を示し、最終的には1991年のウクライナ独立へと繋がった。

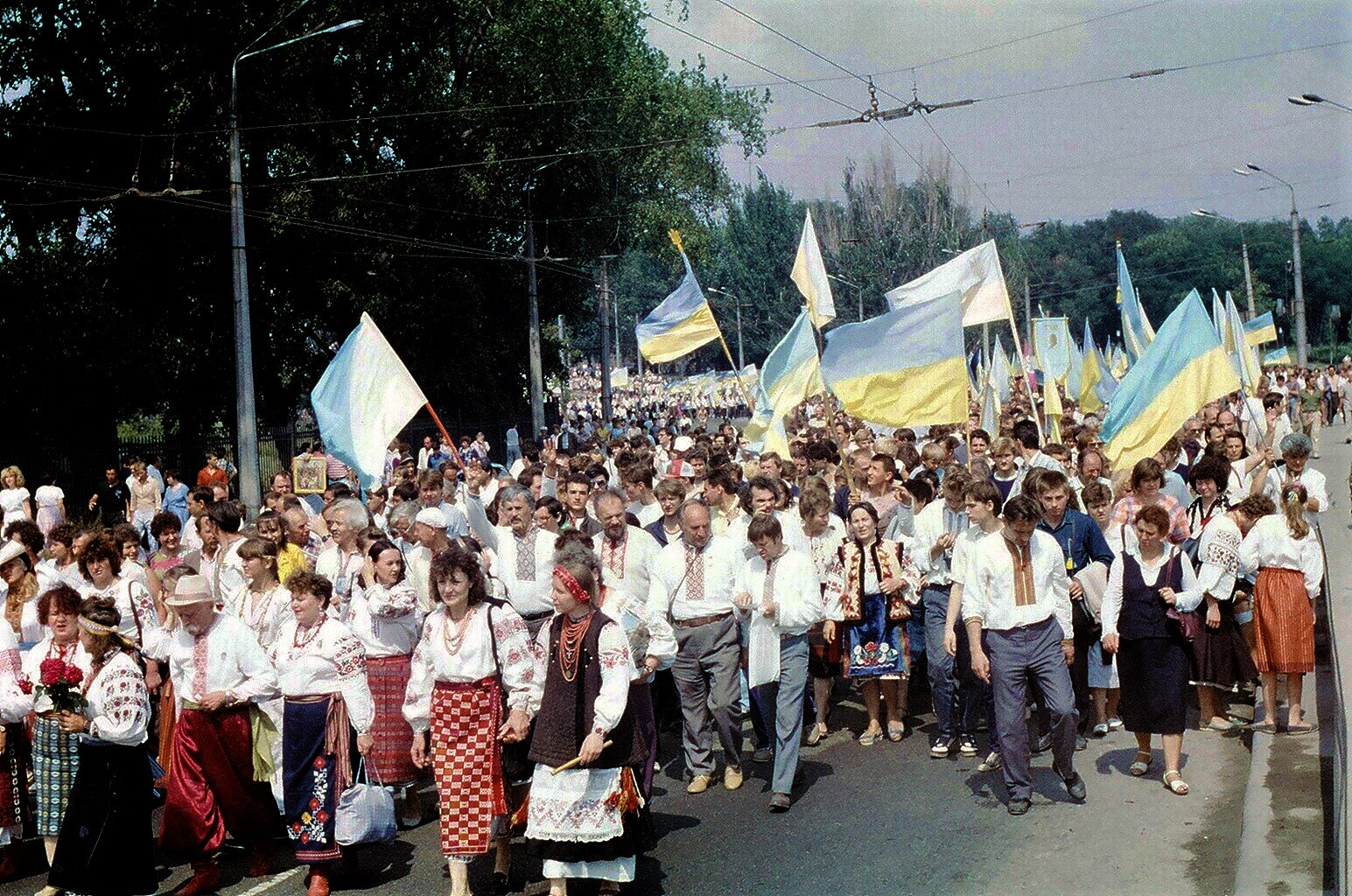
1990年、ザポリージャでウクライナ国旗を掲げる反ソビエトの抗議者。

ウクライナはウクライナ・ソビエト社会主義共和国の法的な後継国家であり、1991年10月5日、「ウクライナ憲法および共和国の利益に反しない限り、ソビエト連邦の国際条約に基づく権利および義務を履行する」と表明した。ウクライナの独立後、ウクライナ最高会議は、現在の名称であるヴェルホーヴナ・ラーダへと改称され、この機関は現在もウクライナの議会として機能している。またウクライナは、ソビエト連邦の継承権をロシアのみが独占的に主張することを認めず、ウクライナ自身も継承国の地位を有すると主張しており、これは1991年に制定された「ウクライナの法的継承に関する法律」第7条および第8条に明記されている。独立後、ウクライナはソビエト連邦が所有していた対外資産に関して、自国への帰属分の回収を求めて、外国の裁判所でロシア連邦に対する請求を継続している。また、1945年以降保持してきた国際連合における議席も維持している。

### 外交関係
国際的関係では、ウクライナ・ソビエト社会主義共和国（ウクライナSSR）は他の構成国と同様に、自らの外交に関してほとんど発言権を持たなかった。しかし1944年以降、ウクライナSSRは他国との二国間関係の樹立および独自の常備軍の保持が認められるようになった。この条項は、白ロシア・ソビエト社会主義共和国（白ロシアSSR）とともに、ウクライナSSRが国際連合に加盟するための根拠として利用され、1945年10月24日には「ウクライナ・ソビエト社会主義共和国」とともに他の50ヶ国が国際連合を設立した。この措置により、ソビエト連邦（安全保障理事会における常任理事国であり拒否権を有する）に対し、実質的に国連総会において、追加で2票が与えられることとなった。なお、構成国による独自の常備軍保持については、実現されることはなく、防衛関連の事項はソビエト連邦軍および国防省によって管理されていた。また、1991年まで行使されることのなかったもう一つの権利が、連邦からの離脱権であり、この権利はすべてのソビエト憲法に明文化されていた。これに応じて、ウクライナSSR憲法第69条には「ウクライナ・ソビエト社会主義共和国は、自発的にソビエト連邦から離脱する権利を有する」と明記されていた。しかし、ゴルバチョフのペレストロイカが行われるまでは、論理的に構成国が離脱するのは事実上不可能で非現実的であった。

## 経済

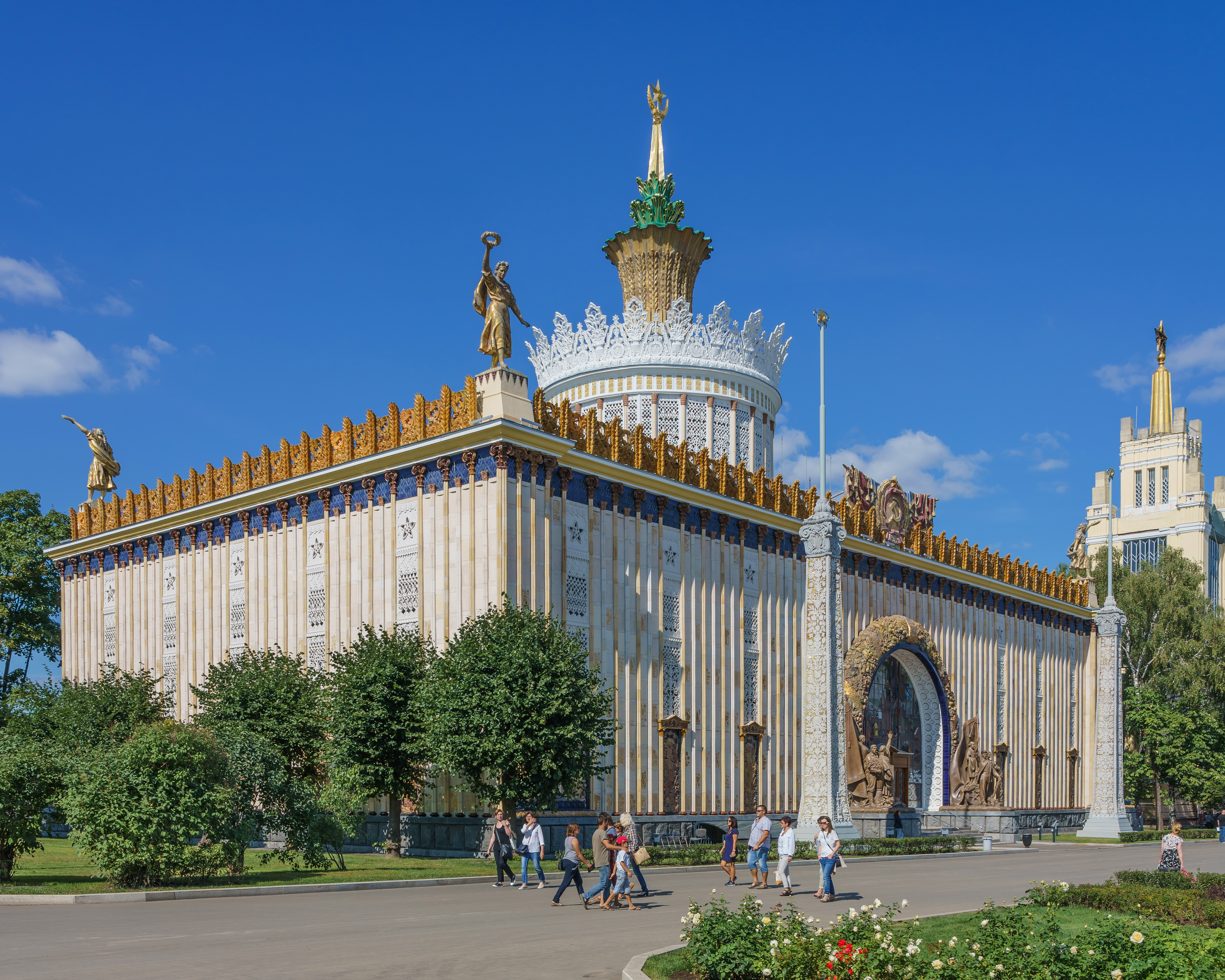
モスクワの全ソ連博覧センターのウクライナ館

### 1945年以前
ソビエト・ウクライナの成立当初、その経済は大部分が農業に依存しており、労働力の90%以上が農民であった。これは、世界有数の小麦輸出国であったロシア帝国から受け継がれた条件に大きく起因していた。
1920年代、ソビエト政権はウクライナにおける経済発展に重点を置いた。当初の方針である戦時共産主義は、完全な共産化と、人民からの食料の割当徴収を強制的に実施するものであった。これにより経済はさらなる打撃を受け、最大で100万人が飢餓に苦しんだ。新経済政策（ネップ）と部分的な市場経済の導入により、経済は回復に向かった。しかし、レーニンの死後、スターリンが権力を掌握すると、工業化を推進し、政策を再転換した。重工業と小麦輸出は急増した一方で、農村部の一般市民は大きな負担を強いられた。増税、財産の没収、シベリアへの強制移住などの措置が徐々にエスカレートし、最終的には極めて高い穀物納入割当が課された。当時の農業生産量で国民全体を養えなかったという根拠は存在しないが、ソ連政府が西側諸国に100万トン以上の穀物を輸出する中で、400万人のウクライナ人が餓死し、人口を激減させた。
10年以内に、ウクライナの工業生産は主にドネツ盆地とミコライウなどのウクライナ中部の都市の施設で5倍に増加した。

### 1945年以降

#### 農業
1945年、共和国の領土拡大によって「耕作地の面積は増加していた」にも関わらず、農業生産は1940年の水準のわずか40パーセントにとどまっていた。工業部門におけるめざましい成長とは対照的に、ウクライナの農業は、ソビエト連邦の他地域と同様に、経済の「アキレス腱」であり続けた。ソ連における農業集団化は、特にウクライナでの人的被害をもたらしたにもかかわらず、ソビエト政府の計画者たちは依然として集団農業の有効性を信じていた。従来の制度は再び確立され、ウクライナにおけるコルホーズ（集団農場）の数は1940年の2万8000から1949年には3万3000へと増加し、面積は4500万ヘクタールに達した。国営農場の数はほとんど増加せず、1950年時点で935農場、面積は1210万ヘクタールであった。第四次五カ年計画（1950年）および第五次五カ年計画（1955年）の終わりまでにおいても、農業生産は依然として1940年の水準を大きく下回っていた。農業における変化の遅さは、集団農場における生産性の低さと、悪天候への対応がソビエトの計画経済体制では効果的に行えなかったことに起因していた。戦後の食糧用穀物は減少し、その結果、食糧不足が頻繁かつ深刻な食糧不足に繋がった。
ソビエト連邦における農業生産の増加は驚異的であったが、ウクライナ人は、高度に中央集権化された経済の非効率性により、依然として食糧不足を経験していた。1950年代から1960年代半ばにかけてのソビエト・ウクライナの農業生産の最盛期においても、ウクライナおよびソビエト連邦全体における食糧消費量は、短期間ながら減少することがあった。この非効率性にはさまざまな理由があるが、その根源はヨシフ・スターリンによって導入された、単一の買い手・売り手による市場制度にあるとされる。ニキータ・フルシチョフは、ソ連全体の農業状況を改善しようと、作付面積の拡大を図った。たとえば、ウクライナ・ソビエト社会主義共和国では「トウモロコシの作付面積が600%増加した」とされる。この政策が最も進んだ1959年から1963年の間、ウクライナの耕作地の3分の1でトウモロコシが栽培された。この政策により小麦とライ麦の生産量を減少させる結果となった。フルシチョフはこれを予測しており、小麦とライ麦の生産はソビエト中央アジア諸国へと移された。フルシチョフの農業政策は失敗に終わり、1963年にはソ連は国外からの食糧輸入を余儀なくされた。この時期、ウクライナにおける農業生産性は大幅に低下したが、レオニード・ブレジネフの政権下にあった1970年代、1980年代には回復した。

#### 工業とエネルギー産業
戦後、ウクライナの工業生産性は戦前の水準の2倍に達した。1945年時点での工業生産は1940年の水準のわずか26パーセントにとどまっていた。ソビエト連邦は1946年に第4次五カ年計画を導入した。この第4次五カ年計画は、非常に大きな成功を収め、西ドイツと日本の「経済の奇跡」に匹敵するものであったが、外国資本の投入はなかった。ソ連の復興は、歴史的に見ても驚異的な成果である。1950年には、工業総生産はすでに1940年の水準を上回っていた。ソ連政府は依然として軽工業よりも重工業を重視していたが、軽工業部門も成長を遂げた。資本投資の増加および労働力の拡大も、ウクライナの経済回復に寄与した。戦前には、ソ連国家予算のうち15.9パーセントがウクライナに充てられていたが、第4次五カ年計画期間の1950年には19.3パーセントに増加していた。労働人口は、1945年の120万人から1955年には290万人へと増加し、これは1940年の水準と比べて33.2パーセントの増加となった。この著しい成長の結果、1955年にはウクライナの生産量は1940年の2.2倍となり、ウクライナはヨーロッパにおける特定の製品の主要生産地の一つとなった。ウクライナでは、1人あたりの生産量が、ヨーロッパにおいては、銑鉄と砂糖では最多であり、鉄鋼と鉄鉱石では2番目、石炭では3番目に多かった。

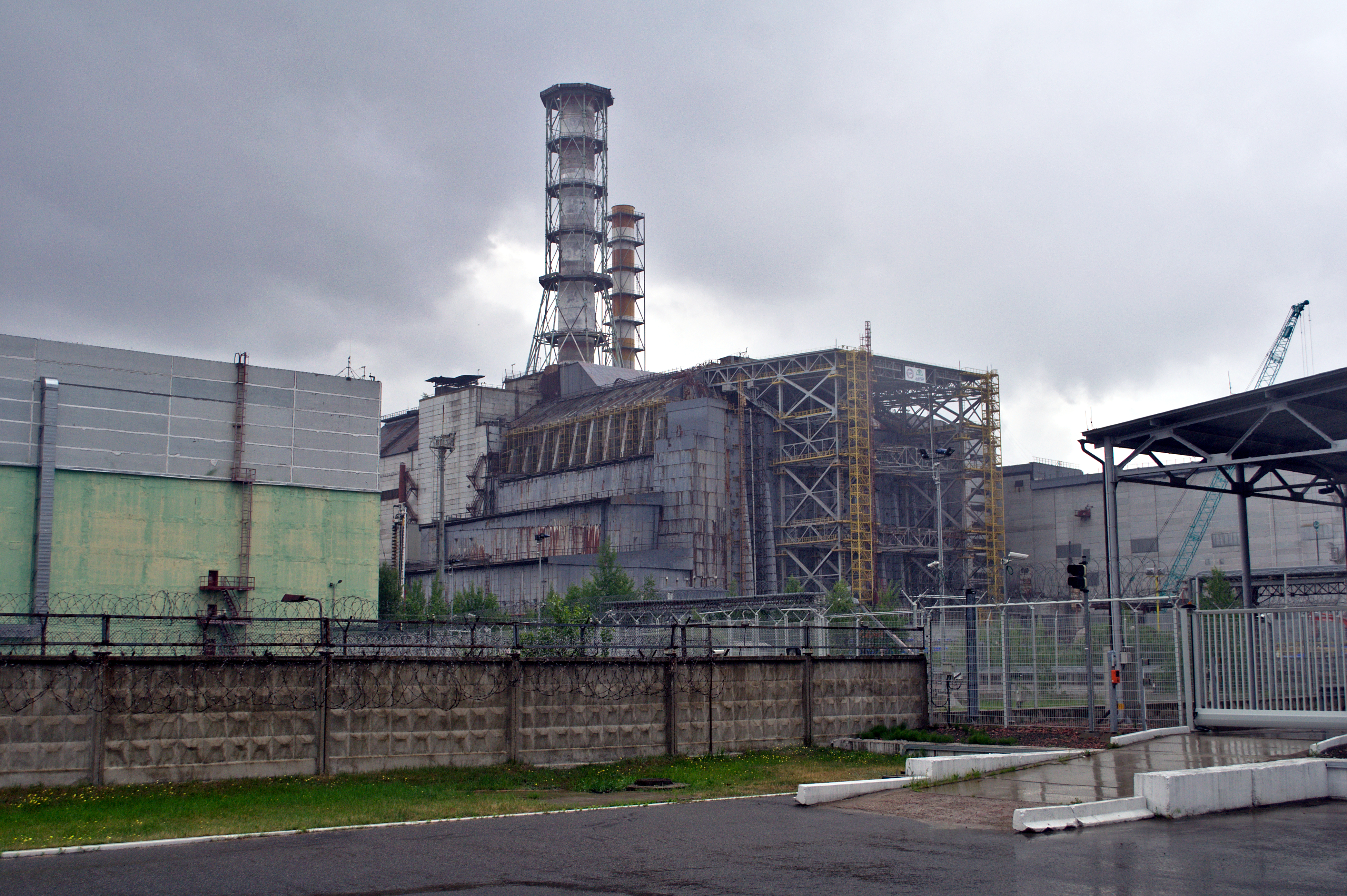
チェルノブイリ原発事故の現場

1965年からソビエト連邦の崩壊に至る1991年まで、ウクライナにおける工業成長は鈍化し、1970年代には停滞し始めた。顕著な経済の停滞が明らかになったのは1970年代以降である。第5次五カ年計画（1951年–1955年）期間中、ウクライナの工業開発は13.5%の成長を遂げたが、第11次五カ年計画（1981年–1985年）では、工業成長率は比較的控えめな3.5%にとどまった。戦後、あらゆる分野で見られた二桁成長は、1980年代までには完全に低成長へと変化していった。共和国成立以来、継続していた問題は、計画立案者が消費財よりも重工業を重視していた点であった。
戦後のウクライナ社会の都市化は、エネルギー消費の増加をもたらした。1956年から1972年の間、この増大する需要に応えるため、政府はドニエプル川沿いに5つの貯水池を建設した。これらの貯水池はソビエト・ウクライナの水上輸送を改善しただけでなく、新たな発電所の用地となり、その結果としてウクライナでは水力発電が発展した。また、天然ガス産業も発展し、ウクライナはソビエト連邦における戦後初のガス生産地となった。1960年代には、ウクライナ最大のガス田がソ連全体のガス生産の30%を占めていた。政府は人々の増大するエネルギー需要を完全に満たすことはできなかったが、1970年代にはソ連政府によって集中的な原子力開発計画が構想された。第11次五カ年計画において、1989年までにウクライナに8つの原子力発電所を建設することが定められた。これらの取り組みの結果、ウクライナはエネルギー消費の面で高度に多様化した。

## 宗教
ウクライナ・ソビエト社会主義共和国の時代には、多くの教会やシナゴーグが破壊された。

## 都市化

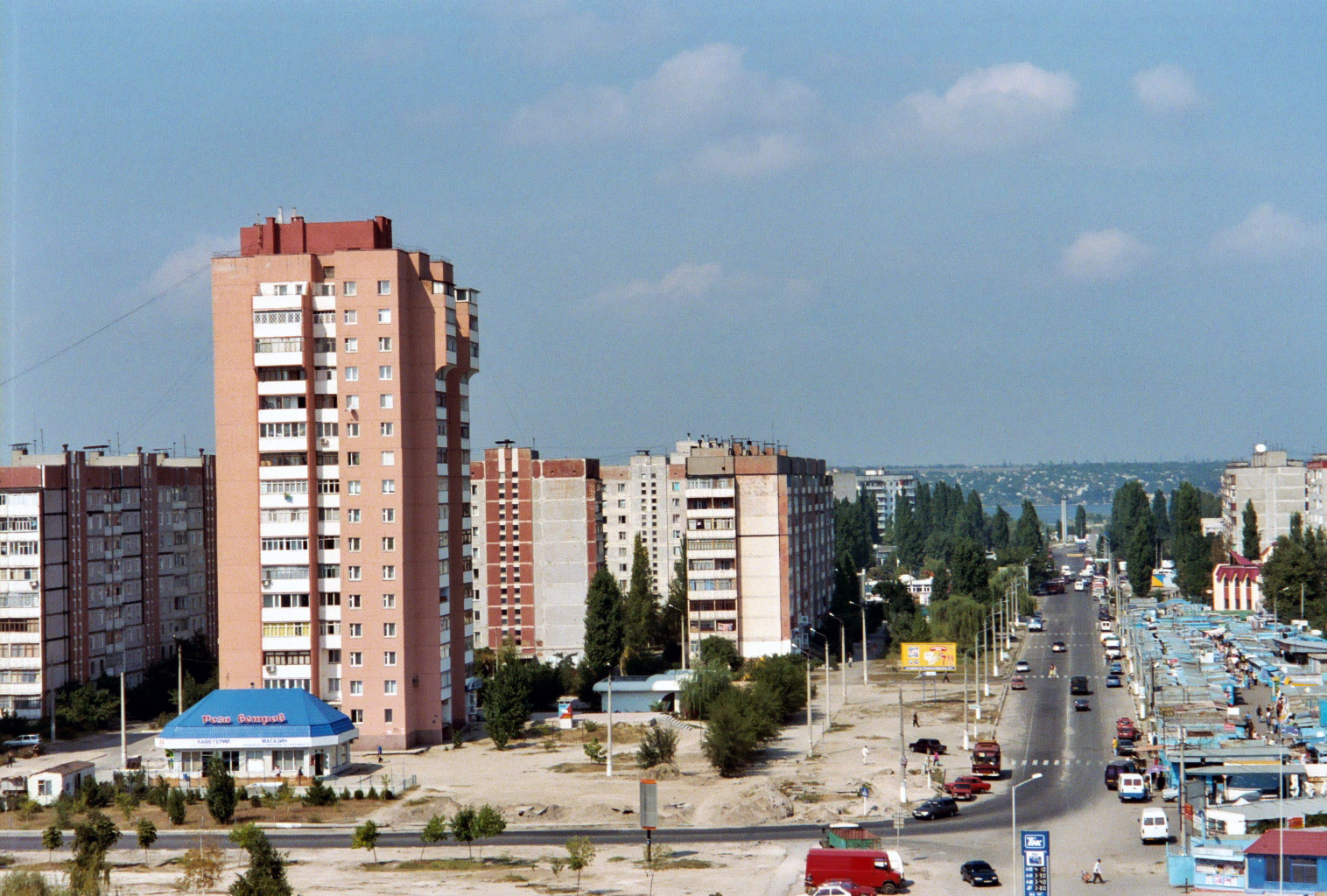
ムィコラーイウのようなミクロライオンが、ウクライナ・ソビエト社会主義共和国の各都市で見られるようになった。

スターリン後のウクライナの都市化は急速に進んだ。1959年には人口10万人以上の都市は25しかなかったが、1979年には49にまで増えた。この間、人口100万人以上の都市は1つから5つに増え、キーウに関しては1959年の110万人から1979年には210万人とほぼ倍増した。これはウクライナ社会の転機となった。ウクライナ史上初めて、ウクライナ人の大半が都市部に住み、1979年にはウクライナ人人口の53％が都市部に住んでいたことになる。大多数は非農業部門で働いており、1970年には31％のウクライナ人が農業に従事していたが、対照的に63％のウクライナ人は工業労働者とホワイトカラーであった。1959年にはウクライナ人の37％が都市部に住んでいたが、1989年には60％に増えている。